# Sarmede
Sarmede est une commune italienne de la province de Trévise dans la région Vénétie en Italie.

## Histoire
- Schisme de Montaner

## Administration
| Période                                  | Période | Identité | Étiquette | Qualité |
| ---------------------------------------- | ------- | -------- | --------- | ------- |
|                                          |         |          |           |         |
| Les données manquantes sont à compléter. |         |          |           |         |

### Hameaux
Montaner, Rugolo.

### Communes limitrophes
Caneva, Cappella Maggiore, Cordignano, Fregona